# 丹·麥克肯澤 (地球物理學家)
丹·麥克肯澤，CH，FRS（英語：Dan McKenzie，1942年2月21日—），英国地球物理學家，劍橋大學地球科學系教授。

## 生平
丹·麥克肯澤出生在切爾滕納姆，是耳鼻喉外科醫生的兒子。他就讀威斯敏斯特下級學校與倫敦威斯敏斯特學校。
丹·麥克肯澤就讀劍橋大學國王學院，他在那裡研讀物理。
丹·麥克肯澤剛畢業後，他曾與愛德華·布拉德一起工作，主題是熱力學變量。在他的第二年研究，被授予了國王學院研究獎學金。因此，他對於地球內部產生興趣。丹·麥克肯澤自學流體力學，然後去聖地亞哥加州大學斯克里普斯海洋研究所工作，受到弗里曼·吉爾伯特和沃爾特·芒克（Walter Munk）邀請。8個月後，他回到劍橋，於1966年獲得博士學位。
在1969年，丹·麥克肯澤被授予大學學位。後來他決定遠離板塊構造研究，專注於板塊下方的流體行為研究。他研究板塊對流和地幔。他曾發表經典論文，後來被廣泛接受，稱為沉積盆地（sedimentary basin）。
丹·麥克肯澤於1976年被選為英國皇家學會院士，當時年僅34歲，1978年被授予大學領導人。

## 獎項
- 科普利獎章
- 克拉福德獎

## 文獻
1. ↑  .   [2013-10-25]. （原始内容存档于2013-07-08）.